# Чжуцзян
Чжуцзя́н (кит. 珠江, пиньинь Zhū Jiāng), или Жемчужная река, устар. Кантонская река — дельтово-эстуарная система рек Сицзян, Дунцзян и Бэйцзян. По берегам Чжуцзяна расположен регион Дельта Жемчужной реки. На берегах эстуария расположены Макао и Гонконг. У входа в эстуарий расположен гористый архипелаг Ваньшань. Средний расход воды — 13600 м³/с.
Средний расход воды — 9500 м³/с.

## Описание

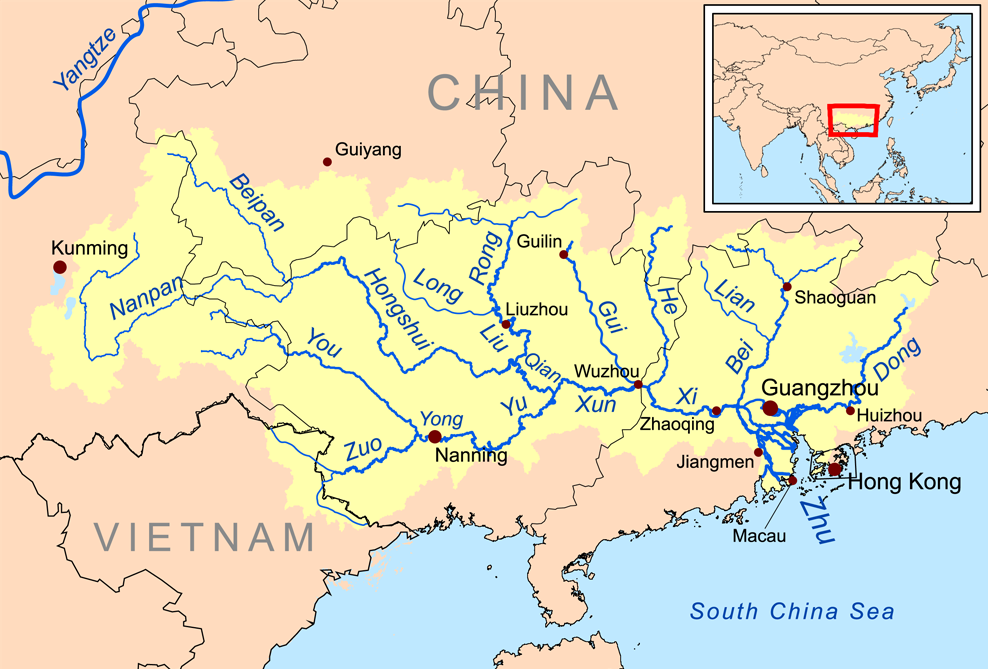
Речная система Чжуцзян

В провинции Гуандун через реку перекинут 3618-метровый подвесной мост Хумэнь. На реке Чжуцзян (частично на островах в её дельте) стоит один из крупнейших городов Китая — Гуанчжоу. Другие крупные города на островах дельты Чжуцзян — Фошань и Чжуншань. Крупные города на эстуарии реки, кроме Макао и Гонконга — Шэньчжэнь, Чжухай, Дунгуань.
Название Чжуцзян переводится как «Жемчужная река» и связано с жемчужным промыслом, развитым в устьевой части. Первоначально название Чжуцзян относилось только к участку ниже слияния реки Сицзян с Дунцзян и Бэйцзян, но затем его стали использовать и для всей речной системы Сицзян.

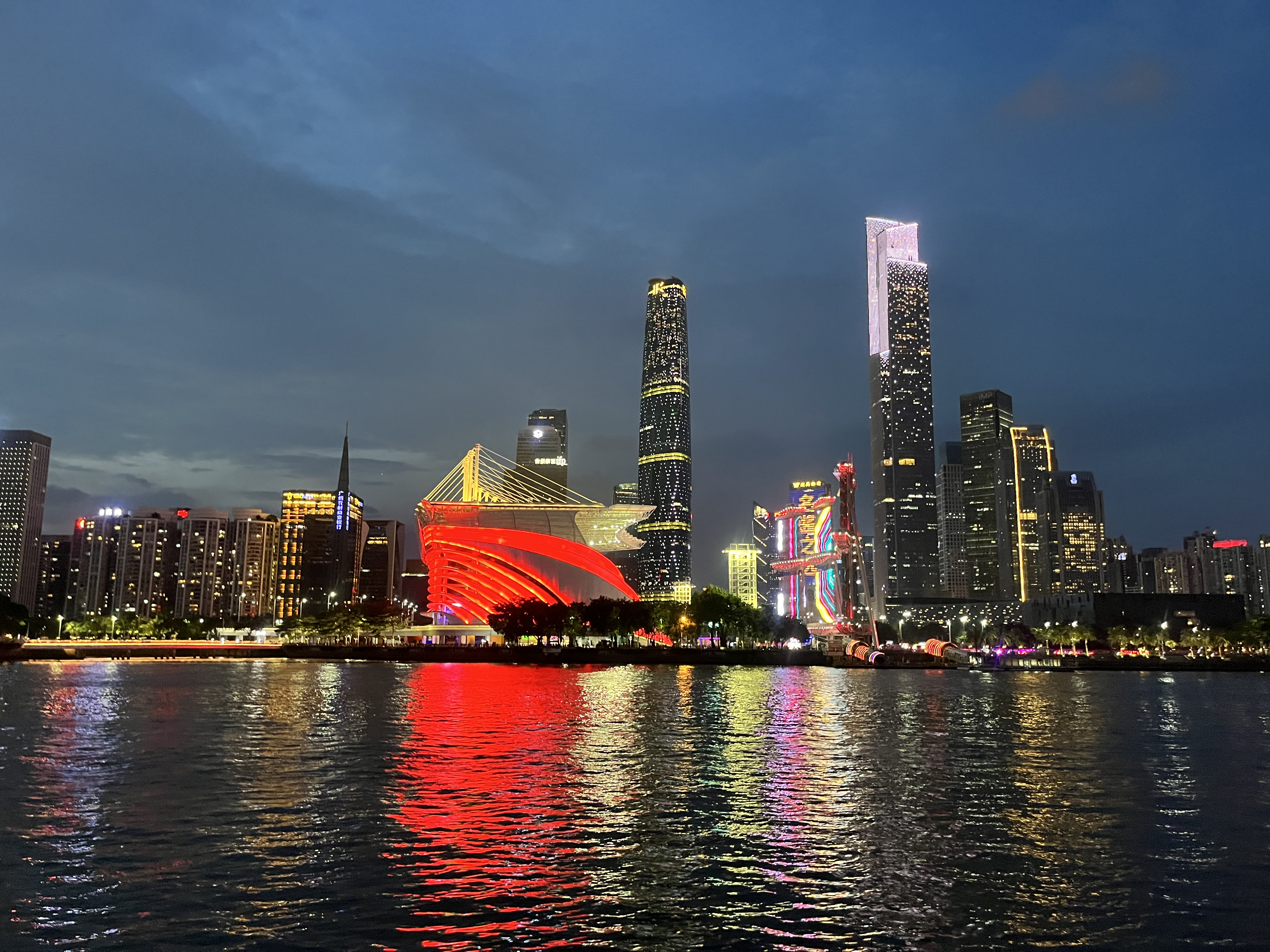
Жемчужная река ночью, Гуанчжоу 2023

Эстуарий реки регулярно чистят для прохода океанских судов.
В декабре 2009 здесь начались работы над 55-километровым мостом Макао-Чжухай-Гонконг. Мост был открыт для движения в октябре 2018 года.
Жемчужная река — один из самых загрязнённых водных путей в мире.
19 марта 1279 года произошло сражение на Жемчужной реке — одно из решающих сражений монгольского завоевания Китая, сокрушившего империю Сун.